# Frankfurter Volksbank Stadion
El PSD Bank Arena se ubica en Fráncfort del Meno, en el estado federado de Hesse, Alemania. Su equipo titular es el FSV Frankfurt, club que actualmente juega en la Regionalliga Südwest.

## Historia

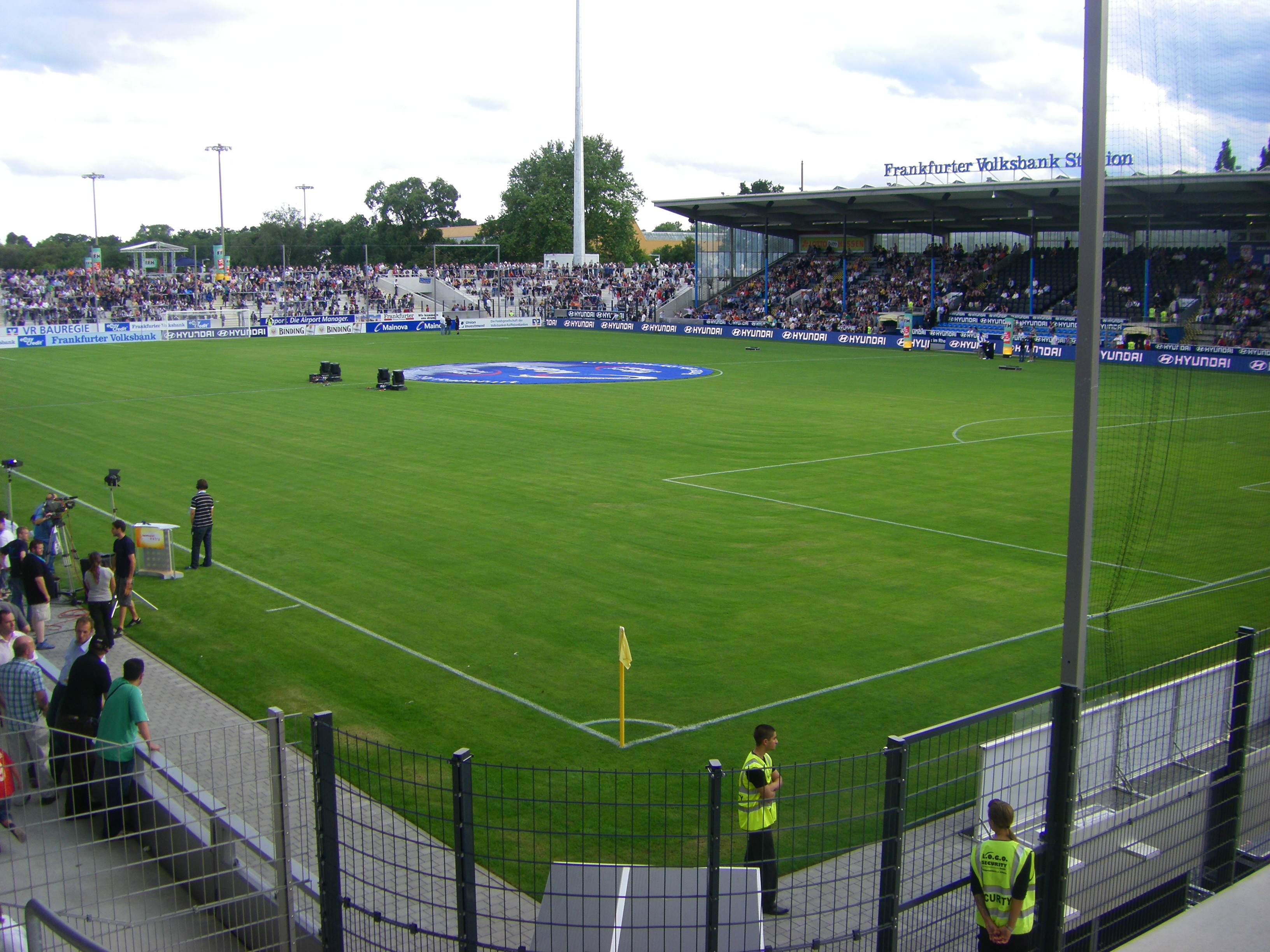
Interior del estadio el día de reapertura.

El Stadion am Bornheimer Cuelgue es el tercer lugar en la historia de FSV Frankfurt: En los primeros años del club, el equipo jugó en un espacio verde urbano "en la muestra" en el centro de Bornheimer de 1908 adquirió un terreno propio en la carretera Seckbacher y 1931, finalmente apretó el FSV a la "Bornheimer Colgar".
Desde la fundación de las Fruen Bundesliga 1991 a la disolución de la sección de los FSV-women 2006, el ex "Stadion am Bornheimer Cuelgue" fue el Erstligastadion los FSV-mujeres. El número récord de audiencia en el fútbol de las mujeres en el Bornheimer Cuelgue pero fue erigido por otro club: el 27 de mayo de 2006 ganó el 1. FFC Frankfurt antes de que la asistencia récord de 13.200 luego de fútbol - UEFA Champions League Femenina contra 1. FFC Turbine Potsdam por una victoria de 3 : 2.
Desde la temporada 2008-09, el aumento de la Regionalliga, el estadio también fue sede del equipo sub-23 de la Eintracht Frankfurt hasta su disolución en el verano de 2014. Desde 2010 el aumento en el regional Sur juega el equipo sub-23 del FSV Frankfurt en Volksbank Stadion. Aunque los Estatutos de DFL limitar el número de equipos de casa en un estadio en dos, Estadio del Volksbank Frankfurter pudo de los 2010/11 temporada gracias a un permiso especial como el hogar de tres equipos (FSV Frankfurt FSV Frankfurt U23 Eintracht Frankfurt sub-23) sirven. Decisivo aquí fue una petición del FSV, que quería evitar que el equipo sub-23 debe entregar sus partidos de local en el gran tamaño para Regional de Commerzbank Arena. Esto por sí solo habría sido financieramente difícil de levantar, ya que el presupuesto de la sub-23 habría sido sometido únicamente al costo del uso de estadio para casi tres cuartas partes.
A partir de la temporada 2015, el Fútbol Americano - Club Frankfurt Universe entregar sus partidos como local en el estadio Frankfurter Volksbank. Frankfurt Universe está jugando actualmente en el grupo sur de la GFL2.

## Medidas de conversión

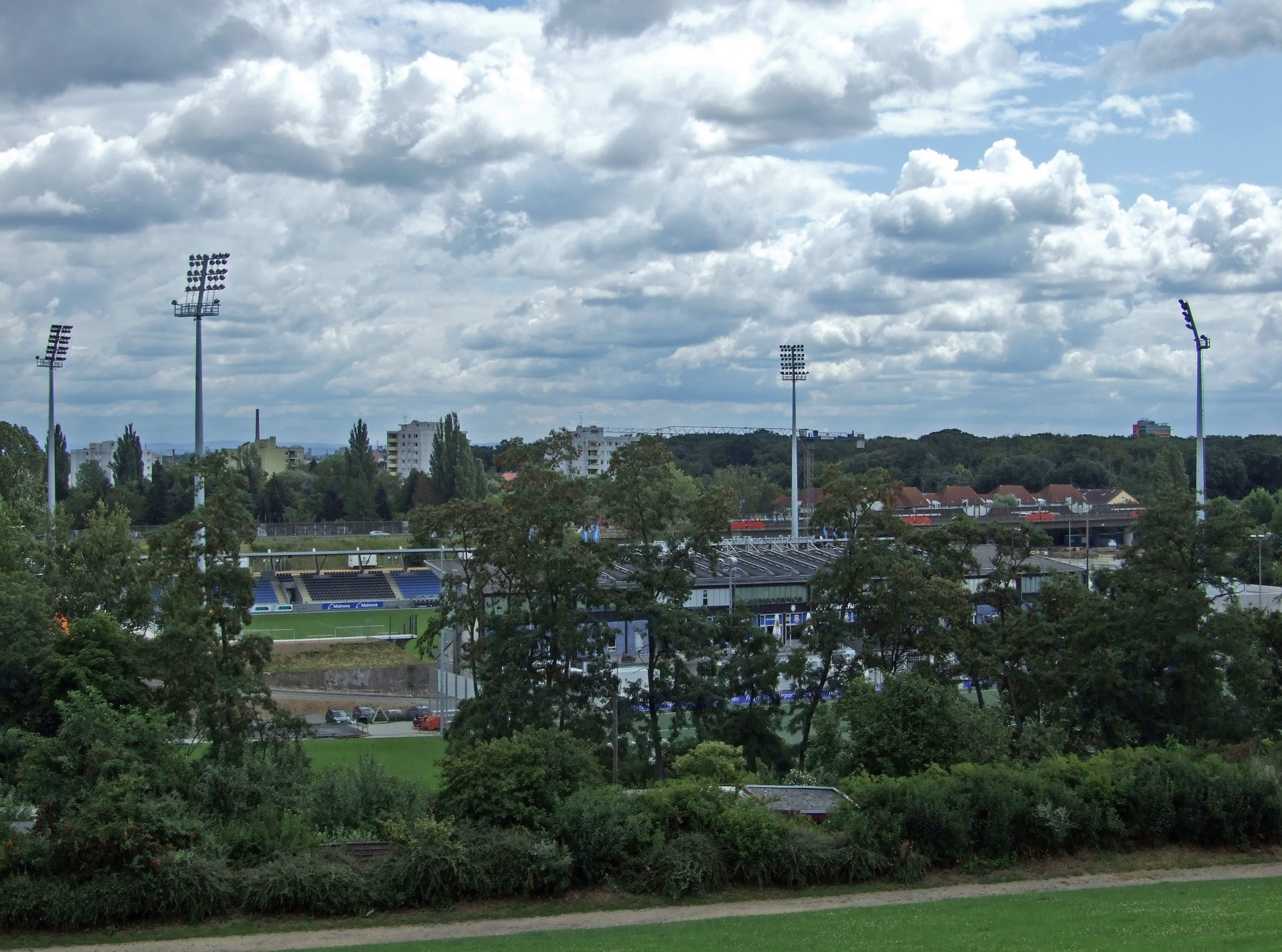
Vista de "Am Bornheimer Cuelgue".

### Conversión en un estadio de fútbol puro
El ex adecuado para Atletismo estadio fue remodelado a julio de 2009 a partir de noviembre de 2007 en un estadio de fútbol puro, que ahora ofrece 10.826 espectadores, la vieja tribuna fue inicialmente intacta.
Sin embargo, el estadio de primera, el permiso de construcción para un iluminación como requisito previo para su aprobación como no se emitió estadio zweitligatauglichem, ya que uno de los posibles focos de usuarios de la carretera en la vecina tenía miedo. Después se le dio muchas pruebas, incluyendo el cierre total de la carretera, pero la luz verde. Por la misma razón la pared de video móvil a los invitados de pie al final de la temporada 2009/10, fue retirado sin reemplazo. Esto fue en la temporada siguiente sustituido por una pantalla de vídeo instalada de forma permanente.
El estadio fue reconstruido el 23 de julio de 2009 con un partido amistoso contra el FSV SV Werder Bremen abierto (1 : 2).

### Reconstrucción de la tribuna principal

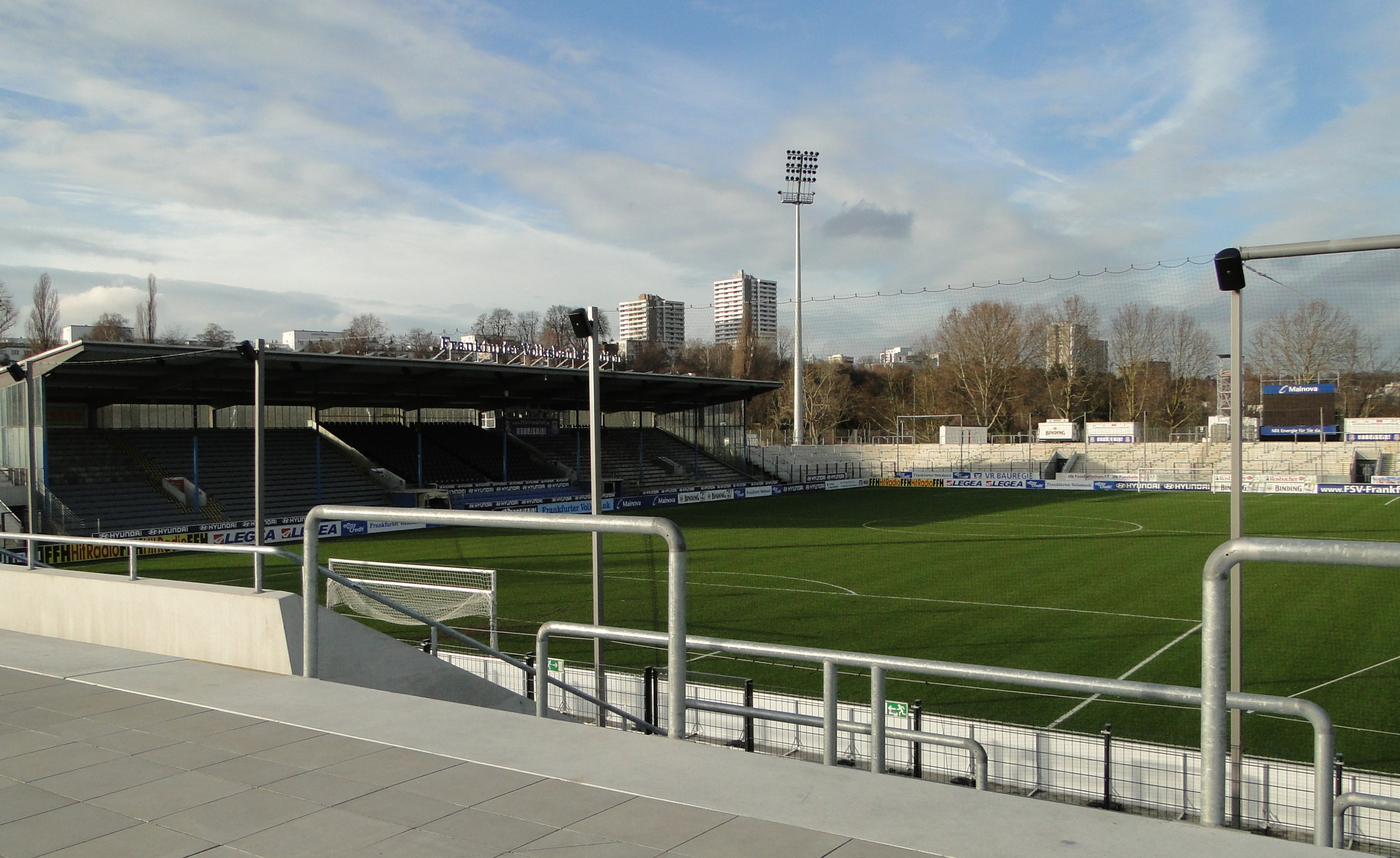
Frankfurter Volksbank Stadion con la vieja tribuna principal (izquierda).

Otro requisito es la restauración de la tribuna principal, que se conserva en la fase de renovación 2007-2009 y tiene una considerable necesidad de rehabilitación. Solo gracias a un permiso especial, el estadio debe ser jamás registrada en el segundo lugar de la Bundesliga. Especialmente desacuerdo en la política en la cuestión de cómo y cuándo se convierte, ya qué costo retrasado una decisión sobre el procedimiento ulterior durante muchos meses. En particular, la cuestión de costos el escollo parecía estar porque se esperaba que ya invirtió € 18 millones cuestan hasta un 20 millones de euros adicionales
Como resultado, se formó en octubre de 2010, la Coalición para la Acción " Frankfurt haga algo!  ', Que de nuevo le gustaría expresar movimiento en el marcador mediante el uso de una petición. La disputa sobre la renovación de la tribuna fue, entre otras cosas, el detonante de la renuncia del entonces director general de FSV Frankfurt 1899 Fútbol GmbH, Bernd broza.
Finales de febrero de 2011, un solución al problema de la conversión parecía estar emergiendo como el Ayuntamiento de Frankfurt adoptó la reconstrucción de la tribuna principal, a partir de otoño de 2011. Por tanto, los trabajos de reconstrucción se terminen en 2012/13. Sin embargo, esto dio lugar a otro problema: A medida que el estadio ya violó los estatutos de la DFL - son necesarios para el funcionamiento de los juegos de azar en la segunda división de 15.000 visitantes lugares - por primera vez por la reducción adicional de la capacidad de espectadores durante la fase de reconstrucción de mucho menos de 10.000 personas, la retirada de un permiso especial por el DFL. Así, el FSV tenía para el momento de la reconstrucción como 2008/09 debe trasladarse a un sitio alternativo. Hablando Commerzbank Arena fue, sino también en escena fuera de Frankfurt no parecía excluido, debe seguir siendo el DFL en su decisión.
En mayo de 2011, sin embargo, anunció que el FSV Frankfurt debe jugar estadio durante la renovación de la tribuna en Frankfurter Volksbank menos Licencia condiciones pertinentes se violan 

Según información de la revista de negocios deportes Patrocinadores del Ayuntamiento de la ciudad de Frankfurt ha "acordado en su sesión plenaria en la plantilla de la construcción y el financiamiento para la reconstrucción de la tribuna principal del estadio Frankfurter Volksbank" en. El contrato para el millón de euros la renovación de la tribuna € 10.5 fue la empresa constructora Walter Hellmich GmbH 
En enero de 2012 fue finalmente la Tribuna demolido FSV Frankfurt 1899 Fútbol GmbH, Durante el aceite de los residuos de demolición fue encontrado debajo de la placa base de edad, que llevado a costos adicionales, ya que el suelo contaminado tuvo que ser retirado La finalización de la "reconstrucción" debería tener lugar en el verano de 2012. El 24 de noviembre de 2012, la nueva tribuna principal como parte de un partido en casa contra el 1. FC Kaiserslautern inaugurada oficialmente